# Umbilia hesitata
Umbilia hesitata is een slakkensoort uit de familie van de Cypraeidae. De wetenschappelijke naam van de soort is voor het eerst geldig gepubliceerd in 1916 door Tom Iredale.